# 酢酸ヘプチル
酢酸ヘプチル（さくさんヘプチル、Heptyl acetate）はアルコールに可溶な無色液体の有機化合物で1-ヘプタノールと酢酸とを縮合して生成されるエステルである。天然物からは発見されていない。
酢酸ヘプチルはフルーツエッセンスとして食品の香料として広く利用されるとともに、香水の香りとしても利用される。酢酸ヘプチルは木の香り、ラム酒に似た香り、スパイシーあるいはフローラルな調子の香りを石鹸や油脂に付けるときに利用される。
消防法による第4類危険物 第2石油類に該当する。

## 註・出典
1. ↑  『合成香料 化学と商品知識』印藤元一著 2005年増補改訂 化学工業日報社 ISBN 4-87326-460-X
2. ↑  法規情報 (東京化成工業株式会社)